# 윤석열
윤석열(尹錫悅, 1960년 12월 18일 ~ )은 검사출신 정치인 이며 대한민국의 제20대 대통령이다. 본관은 파평이며, 서울특별시 출생이다. 비상계엄으로 인해 탄핵을 거쳐 헌정사상 두 번째로 대통령직에서 파면되었다.
사법연수원 23기를 수료하고, 1994년 검사로 임용되어 27년 동안 근무하였다. 2013년 박근혜 정부 때 수원지검 여주지청장으로서 국가정보원 여론 조작 사건 특별수사팀장을 맡았고, 국정감사에서 수사 외압을 폭로하였으나, 2014년 대구고검 검사로 좌천되었다. 2016년 12월 박근혜-최순실 게이트 특검에서 수사팀장을 맡았다. 2017년 3월 10일 박근혜가 파면되고 제19대 대선에서 문재인 대통령이 당선된 후 문재인 정부에서 제59대 서울중앙지방검찰청 검사장을 지냈으며, 2019년 7월 25일에 제43대 검찰총장으로 임명되었다. 추미애 법무부 장관에게 직무정지와 징계를 받다가 2021년 3월 4일 잔여 임기 4개월 여를 남겨두고 검찰총장직에서 사임하였다.
2021년 6월 29일 대통령 선거 출마를 선언하였고, 7월 30일에는 국민의힘에 입당하였다. 당내 경선을 통해 국민의힘 후보로 선출되었으며, 2022년 3월 제20대 대통령 선거에 출마해 당선되었다. 2022년 5월 10일 대통령에 취임하며 윤석열 정부가 출범했다. 2024년 12월 3일 반국가 세력 처단을 명분으로 불법적인 비상계엄을 선포했지만, 6시간여 만에 국회에 의해 해제되었다. 비상계엄 선포는 큰 반발을 맞았으며, 12월 14일 대한민국 헌정역사상 세 번째로 국회에서 윤 대통령에 대한 탄핵소추안이 가결되어 대통령 직무가 정지되었다. 2025년 4월 4일 오전 11시 22분(한국 표준시 기준)을 기해 헌법재판소에 의해 파면되었다.
1월 15일 대한민국 헌정 사상 최초로 현직 대통령 신분으로 체포되어 2025년 1월 26일 구속 기소되었다가 2025년 3월 8일 서울중앙지방법원의 구속 취소 요청 인용에 따라 석방되었으며, 불구속 상태로 윤석열 비상계엄 재판 진행 중에 서울중앙지방법원으로부터 구속영장을 발부받아 조은석 특별검사에 의해 2025년 7월 10일 재구속되어 내란죄 직권남용 권리행사방해 특수공무집행방해로 재판받는데 탄핵심판 과정에서 논란이 된 "국회의원을 끌어내라"는 지시는 "지시를 했지만 (지시받은 사람이) 할 수 없다고 판단하여 안했다"는 점에서 이재명 '친형  강제 입원 시도'와 닮았고 체포 방해는 체포영장에 의하여 합법적으로 피의자를 수색하는 경찰에게 폭력을 행사하여 체포를 방해하였음에도 위헌 제청을 거쳐 무죄를 선고받은 철도노조 사건과 다르게 현직 대통령을 경호할 의무가 있는 경호실은 대통령경호법상 다른 국가기관 등에 협조를 요청할 수 있지만 반대로 협조에 응할 의무나 경호에 있어 예외가 정해진 사실이 없다. 다만, 헌법기관인 국회의원을 위해하는 지시하였다는 것이 다른데 헌법기관인 법원의 소환에 응할 의무가 있는 피고인 이재명은 동료 의원 등이 집회가 금지된 법원 앞에서 법원을 압박하면서 "재판을 연기하라"고 하여 재판권 행사를 할 수 없게 했다 이재명 등은 내란은 둘째 치고 협박으로 의무가 없는 일을 하게 해 강요죄는 성립될 수 있다. 대통령이 국회의원에 대해 할 수 있는 것은 없지만더불어민주당은 법관 탄핵을 할 수 있고 실제 거론했다.

## 생애
1960년 12월 18일 서울에서 아버지 윤기중(尹起重)과 어머니 최성자(崔成子) 사이에서 태어났다.
대광초등학교를 졸업하고 중랑중학교에 다니다가 2학년 말에 충암중학교로 전학하였다.
1979년에 충암고등학교를 졸업하고 서울대학교 법학과에 입학하였다.
대학 재학 중인 1980년 5·18 광주 민주화 운동 유혈 진압과 관련한 모의재판에서 검사로 출연해 대통령 전두환에게 무기징역을 구형했다. 이 모의재판 이야기가 교내외로 퍼지면서 한동안 강원도로 피신하기도 했다.
1980년과 1981년 두 차례 병역 검사를 연기했다가, 1982년 양쪽 눈의 시력 차가 큰 부동시로 병역 면제인 전시근로역 처분을 받았다.

### 검사 활동
대학 4학년 때 사법시험 1차에 합격하였으나 2차에서 떨어진 후 9년 동안 합격하지 못하고, 9수 끝에 1991년 제33회 사법시험에 합격했기에 다른 사법연수원 동기들보다 나이가 많았다.
사법연수원 23기로 수료한 후, 1994년 검사로 임용되었다.
수원지방검찰청 여주지청장으로서 근무 중 2013년 4월부터 국가정보원 여론 조작 사건 특별수사팀장으로 활동하면서 검찰 수뇌부의 반대에도 불구하고 국정원 압수수색을 단행하고 직원을 체포했다.
특별수사팀은 원세훈 전 국정원장에게 공직선거법 위반과 국가정보원법 위반 혐의를 적용했다.
2014년 2월 검찰 인사에서 대구고등검찰청 검사로 좌천됐다.
2017년 5월 19일 문재인 정부에서 서울중앙지검장으로 임명되었다.
2019년 6월 17일 문재인 대통령에 의해 검찰총장 후보자로 지명되었다.

### 검찰총장
2019년 7월 검찰총장 취임사에서 “이제는 자유민주주의와 시장경제 질서의 본질을 지키는 데 역량을 더 집중시켜야 한다”고 강조하면서 대검찰청 대변인실을 통해 “신임 총장은 시카고학파인 밀턴 프리드먼과 1947년 스위스에서 자유주의 학자들의 모임인 몽펠르랭소사이어티(MPS)를 결성해 자유주의 가치를 지키고 확산하는 데 힘을 쏟은 오스트리아학파 경제학자인 루트비히 폰 미제스의 사상에 깊이 공감하고 있고, 자유시장경제와 형사 법집행 문제에 관해 고민해 왔다”며 “시장경제와 가격기구, 자유로운 기업 활동이 인류의 번영과 행복을 증진해 왔고, 이는 역사적으로도 증명된 사실이라는 강한 믿음을 가지고 있다”고 설명했다.
2020년 1월 31일 발표한 ‘세계일보 창간 31주년 차기 대선주자 적합도 여론조사’에서 새보수·무당층 지지 업고 급부상…’ 응답자 10.8%의 지지를 얻어 이낙연 대표에 이어 2위이자 황교안을 오차범위 내에서 따돌리며 처음으로 두자릿 수의 지지율을 기록했다.
2020년 8월 신임 검사 임관식에서 “자유민주주의는 민주주의라는 허울을 쓰고 있는 독재와 전체주의를 배격하는 진짜 민주주의를 말하는 것”이라고 하면서 자유민주주의에 대한 입장을 밝혔다.
2020년 11월 24일 추미애 법무부 장관에 의해 검찰총장 직무가 정지되었으나, 법원의 집행정지 인용으로 12월 1일 직무에 복귀했다.
2020년 12월 4일 윤석열은 법무부 장관이 검사징계위원회를 구성할 수 있게 한 검사징계법이 위헌이라며 헌법재판소에 헌법소원과 효력정지 가처분신청을 하여 전원재판부에 회부되었고 이용구 차관 등에 대한 기피신청은 기각되었다.
2020년 12월 14일 시작된 법무부 검사징계위원회 2차 심의는 자정을 넘겨 다음 날 오전4시에 마무리했으며 정직 2개월 처분을 했다.
2020년 12월 24일 오후 10시경 서울행정법원은 윤석열 검찰총장이 추미애 법무부 장관을 상대로 제기한 정직 2개월 징계에 대한 집행정지 신청을 인용 결정하였다.
행정소송과는 별개로 헌법재판소에 법무부 장관이 징계위원회 다수의 위원을 임명하는 검사징계법이 위헌이라며 헌법소원을 청구했으나 2021년 6월 25일에 각하되었다.
2020년 12월 25일 낮 12시경 윤석열 검찰총장이 추미애 법무부 장관을 상대로 제기한 정직 2개월 징계에 대한 집행정지 신청이 전날(2020년 12월 24일 오후10시 경) 인용됨에 따라서 윤석열 검찰총장은 다시 대검찰청으로 출근하였다.
2021년 3월 4일 검찰총장직에서 사임했다. 사퇴 입장문을 발표하고, “앞으로도 자유민주주의와 국민을 보호하는 데 온 힘을 다하겠다”라고 했다.

### 검찰총장 사임 이후
검찰총장에서 사임한 이후 야권의 유력한 대통령 후보로 거론되었지만 "국민을 위한 봉사"만을 언급한 채 구체적인 정치 활동이 없는 상태에 있던 윤석열은 국민의힘의 입당 요구와 장모 비리를 담은 X파일 논란으로 어수선 한 가운데 주변 지인에게 "더불어민주당 강령과 문재인 정부의 경제·정치 등 여러 문제점을 지적하면서 '민주당 강령에서 자유를 취급하는 것만 봐도 자유를 바라보는 관점이 나와 많이 다르다'고 말했다"고 윤석열 측 관계자가 2021년 6월 26일 전했다.
대통령 선거 출마 선언을 하는 기자회견을 하루 앞두고 천안함 기념 모자를 착용하고 주거지 근처 공원에서 산책을 했던 윤석열은 2021년 6월 29일 오후1시 윤봉길기념관에서 국민의힘 소속 국회의원 20여 명이 참석한 가운데 '국민보고대회'라는 기자회견을 열고 "거대 의석과 이권 카르텔의 호위를 받는 이 정권 막강하다”며 “열가지 중 아홉 가지 생각이 달라도 한가지 ‘정권교체'로 나라 정상화시키고 국민이 진짜 주인인 나라를 만들어야 한다는 생각을 같이 하는 모든 사람들이 힘을 합쳐야 한다”고 하면서 "생각이 다른 사람들이 함께 힘을 모을 때 우리는 더 강해진다”며 “그래야만 이길 수 있다. 그러면 빼앗긴 국민의 주권을 되찾아 올 수 있다"고 했다.
이재명이 미군정을 점령군이라고 표현하자 윤석열은 "저를 포함해 국민들께서 큰 충격을 받고 있다"며 "'미군은 점령군, 소련군은 해방군'이라는 황당무계한 망언을 집권세력의 차기 유력후보 이 지사도 이어받았다. 온 국민의 귀를 의심하게 하는 주장"이라고 밝혔다.
윤석열이 중앙일보와의 인터뷰에서 "중국이 사드 철회를 주장하려면 레이더를 먼저 철수하라"고 말한 걸 두고 싱하이밍 주한 중국대사는 같은 신문에 반론 기고문을 보내 "중국 레이더 관련 발언을 이해할 수 없다" "중국 레이더가 한국에 위협이 된다는 말을 들어본 적 없다"고 했다
한편 이준석 국민의힘 당대표가 윤석열에 대하여 '지지율이 위험하다, 마치 19대 대선 당시 간만 보던 안철수와 비슷하게 갈팡질팡하고 있다'고 평하자 국민의힘 당 내 친윤 세력으로 분류되는 정진석, 권성동, 장제원 등은 이준석을 공격하고, 이에 홍준표가 다시 이준석을 보호하는 모양새를 띠면서 국민의힘 내 중진 의원들 간 대립했다.
2021년 7월 30일, 국민의힘에 입당했다.

### 제20대 대통령 선거

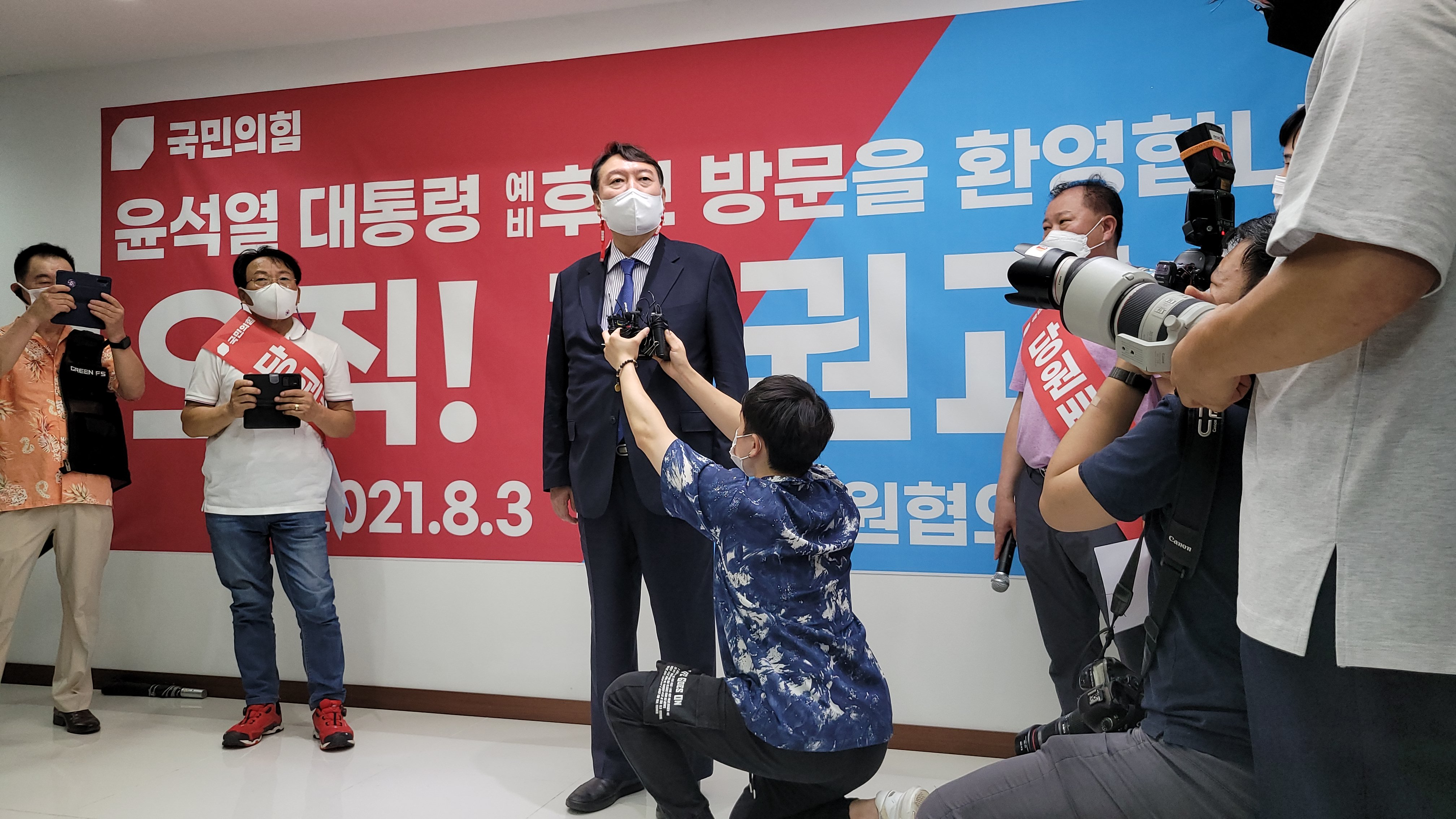
국민의힘 대통령 예비후보 활동 중인 윤석열

2021년 6월 29일 제20대 대통령 선거 출마를 공식적으로 선언하였고, 동년 7월 30일 국민의힘에 입당하며 정계에 발을 내디뎠다. 이후 자신의 선거캠프인 국민캠프를 조직해 대통령 후보 경선에 참여하여 2021년 11월 5일 국민의힘 제2차 전당대회에서 국민의힘 제20대 대통령 후보로 선출되었다.
2022년 2월 15일에 공개한 윤석열 대통령 후보의 10대 공약은 다음과 같다.
- 코로나 극복 긴급구조 및 포스트 코로나 플랜
- 지속가능한 좋은 일자리 창출
- 수요에 부응하는 주택 250만호 이상 공급
- 스마트하고 공정하게 봉사하는 '디지털 플랫폼 정부'구현과 대통령실 개혁
- 과학기술 추격국가에서 원천기술 선도국가로
- 출산 준비부터 산후조리·양육까지 국가책임 강화
- 청년이 내일을 꿈꾸고 국민이 공감하는 공정한 사회
- 여성가족부 폐지
- 당당한 외교, 튼튼한 안보
- 실현 가능한 탄소중립과 원전 최강국 건설
- 공정한 교육과 미래인재 육성, 모두가 누리는 문화복지

대한민국 제20대 대통령 선거에서 국민의힘 후보로 출마해 이재명 후보에 0.73%p 앞선 48.56%의 득표율로 당선되었다. 더불어민주당에 상대적으로 우호적인 정의당 심상정 후보가 2.37%, 80만 3358표를 득표하면서 대통령 선거 역사상 최초로 개표 진행 99%를 넘긴 후에 당선이 확정되었으며, 2위인 이재명 후보와 가장 낮은 차이인 0.73%p 차이로 당선되었다.
첫 공직선거를, 제1야당 후보로서 대선으로 치렀으며, 제6공화국 사상 최초로 첫 공직선거 도전에 바로 대통령에 당선되는 기록을 세웠다. 대한민국 헌정사 전체로 보면 박정희(5대 대선), 전두환(11대 대선),최규하(10대 대선)이후 네 번째이며, 비군인 출신으로는 최초이다.

### 제20대 대통령

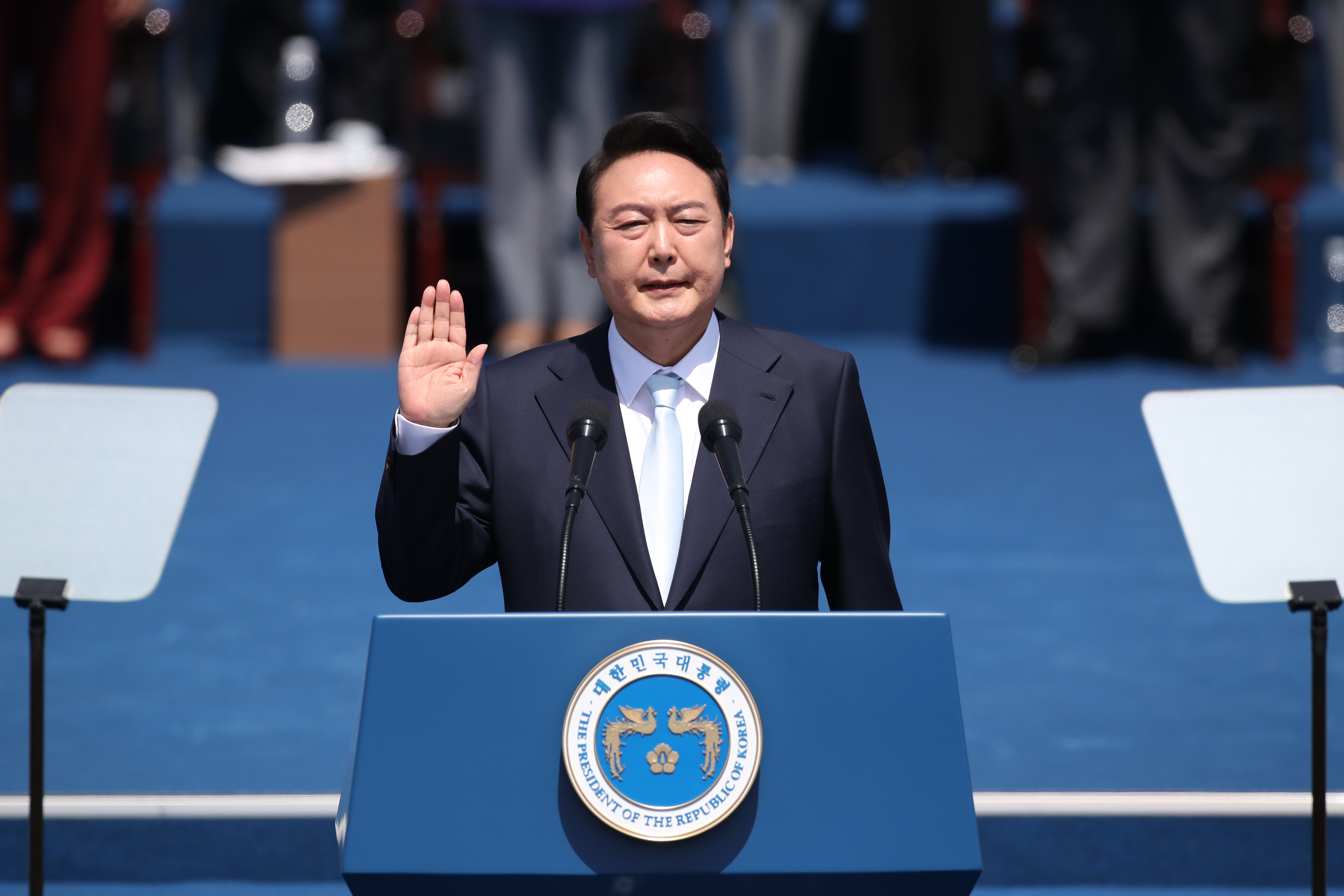
취임 선서하는 윤석열, 2022년 5월 10일

2022년 5월 10일 제20대 대통령에 취임하였다. 서울대학교 출신으로는 김영삼 대통령 이후 두 번째이다. 헌정 사상 최초의 서울특별시 출신, 검찰총장 출신이다. 김대중, 이명박, 문재인 대통령에 이어 4번째로 정권교체를 통해 집권한 대통령이다.
정치적 기반과 경험이 없던 윤석열 대통령은 노무현 정부에서 국무총리를 했던 한덕수를 국무총리, 국민의힘 현직 국회의원인 추경호를 경제부총리 겸 기획재정부 장관, 검사 후배였던 한동훈을 법무부 장관, 신설한 국민통합위원회 위원장에 김한길을 임명하면서 국정 운영에 대한 메시지를 전하였으나 한국사회에서 극우 진영이라는 평가를 받는 이들에 기울면서스스로 몰락을 자초하다 2024년 12월 3일 "반국가 세력 처단"을 명분으로 비상계엄을 선포했지만, 6시간여 만에 국회가 해제를 요구하면서 국무회의 의결을 거쳐 계엄을 해제했다.

#### 탄핵
12월 14일 대한민국 헌정역사상 세 번째로 국회에서 윤석열 대통령에 대한 탄핵소추안이 가결되어 대통령 직무가 정지되었다.
2025년 4월 4일 오전 11시 22분 파면되었다.

### 파면 이후
2024년 대한민국 비상계엄에 대한 수사를 진행하던 고위공직자범죄수사처(공수처)의 세 번의 소환에 모두 불응하자 1월 15일 대한민국 헌정 사상 최초로 현직 대통령 신분으로 체포되었다. 2025년 1월 26일 오후 6시 55분경, 검찰이 당시 직무정지 상태였지만 대통령이었던 윤석열을 내란우두머리 혐의로 구속 기소해 윤석열 비상계엄 재판이 열리게 되었다.
2025년 5월 17일, 국민의힘을 탈당했다.
내란ㆍ외환죄 특별검사 조은석이 서울중앙지방법원에 체포영장을 청구했으나 "피의자가 출석 의사를 밝혔다"는 이유로 기각된 이후 출석하여 조사에 응하였으나 2025년 7월 10일  구속영장을 발부받아 다시 구속되었으며 이후 김건희 주가조작 등 의혹에 대한 특별검사 민중기의 출석 요구에 불응하자 체포영장을 발부받아 특검보가 서울구치소에 방문하여 체포를 시도했으나 거실에서 나오는 것을 거부하면서 체포를 할 수 없었다.
이에 특검 수사팀은 "윤석열이 포함된 박영수 특검팀이 구속된 최순실을 체포했다"는 사실을 거론하며 체포 의지를 밝혔으며 정성호  법무부 장관이 법적 근거 규정이 없어 협조하지 않은 서울구치소장에 "체포에 협조하라"고 지시를 하였다.

## 대통령 재임 시절

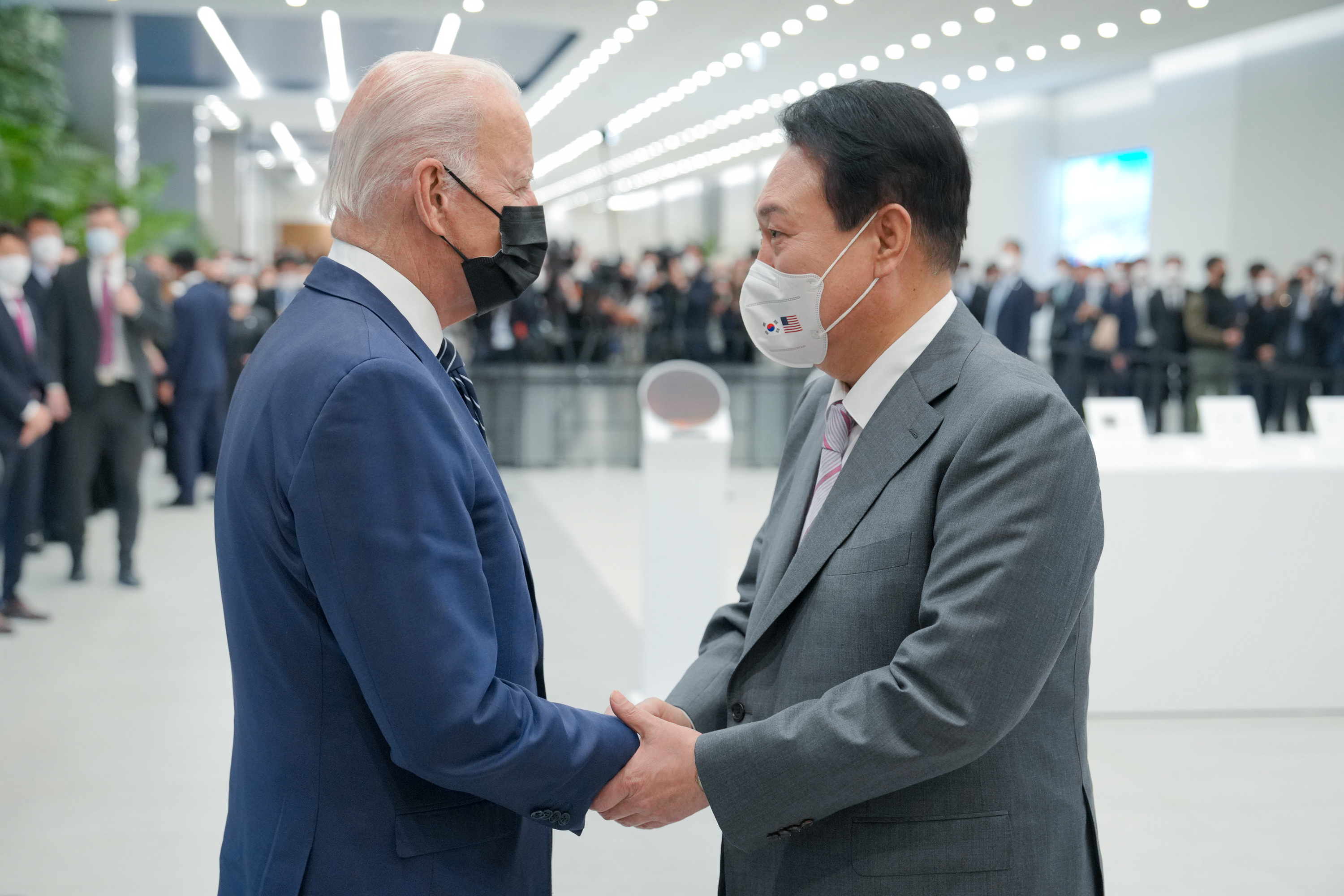
2022년 윤석열 대통령이 바이든을 만나는 모습

## 학력
- 1973년 대광국민학교(졸업)
- 1976년 충암중학교(졸업)
- 1979년 충암고등학교(졸업)
- 1983년 서울대학교 법과대학 법학과(학사)
- 1988년 서울대학교 대학원 법학과(석사)

## 경력
- 1991년: 제33회 사법시험 합격[32]
- 1994년: 제23기 사법연수원 수료
- 1994년 2월~1996년 2월: 대구지방검찰청 검사
- 1996년 2월~1997년 2월: 춘천지방검찰청 강릉지청 검사
- 1997년 2월~1999년 2월: 수원지방검찰청 성남지청 검사
- 1999년 2월~2001년 8월: 서울지방검찰청 검사
- 2001년 8월~2002년 2월: 부산지방검찰청 검사
- 2002년 2월~2003년 2월: 법무법인 태평양 변호사
- 2003년 2월~2005년 2월: 광주지방검찰청 검사
- 2005년 2월~2006년 2월: 의정부지방검찰청 고양지청 검사
- 2006년 2월~2007년 2월: 의정부지방검찰청 고양지청 부부장검사
- 2007년 2월~2008년 3월: 대검찰청 중앙수사부 검찰연구관
- 2008년 3월~2009년 1월: 제46대 대전지방검찰청 논산지청 지청장
- 2009년 1월~2009년 8월: 대구지방검찰청 특별수사부 부장검사
- 2009년 8월~2010년 7월: 대검찰청 범죄정보2담당관
- 2010년 7월~2011년 8월: 대검찰청 중앙수사2과장
- 2011년 8월~2012년 7월: 대검찰청 중앙수사1과장
- 2012년 7월~2013년 4월: 서울중앙지방검찰청 특별수사1부 부장검사
- 2013년 4월~2014년 1월: 제55대 수원지방검찰청 여주지청 지청장
- 2014년 1월~2016년 1월: 대구고등검찰청 검사
- 2016년 1월~2017년 5월: 대전고등검찰청 검사
- 2016년 12월~2017년 5월: 박근혜 정부의 최순실 등 민간인에 의한 국정농단 의혹 사건 규명을 위한 박영수 특별검사팀 수사팀장
- 2017년 5월~2019년 7월: 제59대 서울중앙지방검찰청 검사장
- 2019년 7월~2021년 3월: 제43대 검찰총장(장관급)
- 2021년 7월: 국민의힘 입당
- 2021년 7월~2021년 11월: 제20대 대통령 선거 국민의힘 대통령 경선 후보(최종 1위)
- 2021년 11월 5일~2022년 3월 9일: 제20대 대통령 선거 국민의힘 후보
- 2021년 11월~2022년 1월: 제20대 대통령 선거 국민의힘 윤석열 대통령 후보 선거대책위원회 대통령 후보 직속 특별 위원회 약자와의동행위원장 겸 내일을생각하는청년위원장
- 2022년 1월~2022년 3월: 제20대 대통령 선거 국민의힘 윤석열 대통령 후보 선거대책본부 대통령 후보 직속 위원회 약자와의동행위원회 위원장 겸 내일을생각하는청년위원장
- 2022년 1월~2022년 3월: 제20대 대통령 선거 국민의힘 윤석열 대통령 후보 선거대책본부 대통령 후보 직속 위원회 정권교체 동행위원회 위원장
- 2022년 3월 9일: 제20대 대한민국 대통령 당선
- 2022년 3월 10일~2022년 5월 9일: 제20대 대한민국 대통령 당선인
- 2022년 5월 10일~2025년 4월 4일: 제20대 대한민국 대통령
- 2025년 5월: 국민의힘 탈당

### 수사 경력
서울중앙지검 특수부 검사, 대검 중수부 검찰연구관, 대검 중수부 1‧2과장, 서울중앙지검 특수1부장 등을 거친 정통 특수 검사로서, 언론 보도에 의하면, 서울지검 특수부 검사 시절 경찰청 정보국장을 수뢰혐의로 구속하여 파란을 일으킨 바 있고, 중수부 연구관 시절 불법대선자금 사건, 현대자동차 비자금 사건, 삼성 비자금 사건 수사 등 굵직한 사건 수사에 참여하였던 것으로 알려져 있다.
대검 중수부 과장 시절에는 부산저축은행 사건을 맡았다. 서울중앙지검 특수1부장 시절에는 LIG그룹 기업어음 사건을 맡아 회장, 사장 등 대주주 일가를 기소하여 유죄가 확정되었다.
대한민국 국가정보원 여론 조작 사건 그 후 국가정보원 대선 여론조작 사건 특별수사팀장을 맡아 약 8개월간의 수사를 통해 2012년 제18대 대선에서 국가정보원이 조직적으로 SNS 상에서 야당 대선 후보를 비방하고 여당 후보를 지지하는 여론조작을 실행한 사실을 밝혀냈다. 수사 도중 국가정보원 직원들의 대대적인 트위터 활동과 관련한 결정적인 증거를 포착하고 국가정보원 직원들에 대한 체포와 압수수색을 집행하였는데 서울중앙지방검찰청 조영곤 검사장에게 보고했지만 동의받지 못하자 자신의 책임으로 체포를 강행하였다. 이후 특별수사팀장에서 경질되었다는 견해가 있다. 당시 야당이던 더불어민주당과 시민단체는 특별수사팀장 경질이 수사 방해 행위라 하면서 특별수사팀장의 즉각적인 복귀와 특검 실시를 주장했다.

## 방송 출연
- SBS 《집사부일체 - 대선주자 Big 3 특집》 (2021년 9월 19일)
- TV조선 《식객 허영만의 백반기행》 (2021년 12월 3일)
- KBS2 《옥탑방의 문제아들》 (2021년 12월 7일)
- SBS 《TV동물농장》(2023년 5월 28일)
- KBS1 《특별대담 - 대통령실을 가다》 (2024년 2월 7일)

## 서훈
- 2023년 : 폴란드 흰독수리 훈장
- 2023년 : 바스 대십자 훈장
- 2024년 : JFK 용기 있는 사람들 상
- 2024년 : 페루 태양대훈장

## 저서
- 《윤석열의 길》, 엘컴퍼니(2022) ISBN 9791185408347

### 공저
- 《87체제를 넘어 새로운 대한민국》, 양문출판사(2025) ISBN 9791198670267

## 평가

### 긍정적
제39대 검찰총장이었던 채동욱은 '검사 윤석열'을 '치밀하고 해박한 법률 이론가이자 자기헌신적 용기를 가진 예리한 칼잡이'라고 평가했다.

### 부정적
제19대 대통령이었던 문재인은 윤석열이 조국과 관련해서 전방위적인 수사를 벌이는 반면, 일부 사건에 대해 검찰이 수사를 하지 않는 것을 두고 “(검찰이) 어떤 사건에 대해 선택적으로 열심히 수사하고 어떤 사건은 제대로 수사하지 않는다면 국민들로부터 신뢰를 잃게 될 것”이라고 언급했다.
국민들의 평가도 좋지 않다. 임기 초까지만 해도, 지지율 50%에 달하는 듯 높은 수치를 보여주었으나 수많은 발언 논란과 조 바이든 미국 대통령 회담 후 막말 논란, 영부인 김건희의 뇌물수수 의혹, 주가조작 논란 등의 수많은 논란 방관, 채 상병 사건 관련 논란, MBC 뉴스 탄압, 골프 관련 논란, 의정갈등, 명태균 게이트 등의 많은 논란과 사건사고에 임기가 시작된지 2년도 안 되어서 지지율이 30% 아래로 떨어졌다.
2024년 대한민국 비상계엄 이후 윤석열 대통령에 대한 평가는 더 안 좋아졌다. 나라에 비상계엄을 선포했으며, 국회에 군대를 보내고 포고령으로 국회의 활동을 금지해 국회의 계엄 해제 결의안 가결을 막으려는 행동을 해 전국민의 공분을 샀다.
이에 국회에선 윤석열 대통령의 탄핵소추안이 의결되었고, 탄핵 촉구 집회에 참여해 모인 국민들이 순간 27만 명에 달할 만큼 윤석열에 대한 평가는 나락으로 곤두박질쳤다. 또한 탄핵심판 변론 중에도 부하 탓을 하고, 39명이 다치고 경제가 추락하는 등 계엄 당시 뿐만 아니라 후유증으로 인해 충격이 엄청났음에도 “아무 일도 없었다.”라고 발언해 지지율이 폭락하게 되었다.

## 역대 선거 결과
| 실시년도 | 선거   | 대수 | 직책   | 선거구   | 정당     | 득표수       | 득표율          | 순위 | 당락 | 비고 |
| -------- | ------ | ---- | ------ | -------- | -------- | ------------ | --------------- | ---- | ---- | ---- |
| 2022년   | 대선   | 20대 | 대통령 | 대한민국 | 국민의힘 | 16,394,815표 | \| \| 48.56% \| | 1위  |      |      |
|          | 48.56% |      |        |          |          |              |                 |      |      |      |

## 소속 정당
| 소속 정당 | 소속 정당 | 소속 기간 | 비고           |
| --------- | --------- | --------- | -------------- |
|           | 무소속    | 2021      | 정계 입문      |
|           | 국민의힘  | 2021~2025 | 입당           |
|           | 무소속    | 2025~현재 | 탈당 정계 은퇴 |

## 가족 관계
- 아버지: 윤기중(1931 ~ 2023)
- 어머니: 최성자(1934 ~ )
  - 배우자: 김건희(1972 ~ )
  - 여동생: 윤신원(1964 ~ )

## 같이 보기
- 대한민국의 정치
- 대한민국의 검찰총장
- 대한민국 제20대 대통령 선거
- 윤석열 정부
- 문재인
- 이재명
- 이명박
- 박근혜
- 김문수
- 홍준표
- 유승민
- 김기현
- 권영세
- 권성동
- 정진석
- 안철수
- 원희룡
- 장제원
- 한동훈
- 심상정
- 이준석
- 김용현
- 이상민
- 심우정
- 곽종근
- 노상원
- 박안수
- 정진팔
- 문상호
- 여인형
- 이진우
- 김건희
- 명태균
- 천공
- 2024년 대한민국 비상계엄
- 윤석열 대통령 탄핵
- 윤석열 대통령 탄핵 운동
- 윤석열 대통령 탄핵 반대운동
- 윤석열 대통령 퇴진 운동
- 한덕수 국무총리 탄핵소추
- 윤석열 비상계엄 재판

### 내용주
1. ↑  표준 발음은 연음 법칙에 의해 '윤서결([jun sʰʌɡjʌɭ])'이 되나 윤석열 본인은 '윤성녈([jun sʰʌŋnjʌɭ])'로 발음하는 것을 선호한다.[1][2]
2. ↑  파평 윤씨 35세(世) 석○(錫○) 항렬이며, 문성공 윤증(尹拯, 1629년 ~ 1714년)의 백부인 충경공 윤문거(尹文擧, 1606년 ~ 1672년)의 현손 29세 윤정규(尹挺圭, 1776년 ~ ?)의 서손이다. 국립중앙도서관 소장 1832년 간행 <파평윤씨세보> 기준으로는 충간공파(忠簡公派, 14세 분파), 현재 족보 기준으로는 소정공파(昭靖公派, 15세 분파)이다.
3. ↑  어머니 최성자(崔成子)는 강릉 최씨 최종구(崔鍾九)의 딸[9]이다. 이화여자대학교에서 강의하던 중 윤기중과 결혼하고 교수직을 마무리했다.[10]

### 참고주
1. ↑  박창원 (2021년 4월 13일). “윤석열, ‘윤서결’ 혹은 ‘윤성녈’”. 《경북매일》. 2022년 1월 12일에 확인함.
2. ↑  유지철 (2019년 6월 24일). “[우리말 톺아보기] 윤서결? 윤성녈?”. 《한국일보》. 2022년 1월 12일에 확인함.
3. ↑  19대 대선후보였던 홍준표도 검사출신이였으나 변호사 출신인 문재인이 당선되었다
4. ↑  “검찰, 법원 구속취소 수용…윤 대통령 체포 52일만에 풀려나(종합)”. 《연합뉴스》. 2025년 3월 8일. 2025년 3월 8일에 확인함.
5. ↑  조성현 경비단장은 법원 재판에 증인으로 출석해 "할 수 없는데 왜 지시할까" 의문스러웠다는 취지로 증언했다
6. ↑  이재명 ‘(강제입원) 안 되는 이유 1000가지 가져와봐’강제입원 의혹 사건’ 관련 이재명과 ‘측근 3인방’의 언동 담긴 '참고인 진술조서' 집중분석
7. ↑  집행부 체포 방해 혐의' 철도 노조원들에 "무죄"
8. ↑  계엄 직후 국회 폐쇄하고 1ㆍ2번 출입구에서 신분 확인을 통해 출입하게 했다
9. ↑  “다음 한문을 해석해 주세요.”. 2022년 3월 31일에 확인함.
10. 1 2  “[원희복의 인물탐구]윤석열 대전고검 검사… 소영웅주의자인가, 검찰의 자존심인가”. 주간경향. 2016년 2월 23일.
11. ↑  수원지검 여주지청 소개
12. ↑  김혜영 (2016년 12월 1일). “'강골 윤석열'이 돌아왔다! 특검팀 전격 합류”. 뷰스앤뉴스. 2016년 12월 1일에 원본 문서에서 보존된 문서. 2022년 2월 4일에 확인함.
13. ↑  “윤석열 檢총장 파격 인선…'적폐청산'·'檢개혁' 의지 재천명”. 《연합뉴스》. 2019년 6월 17일.
14. 1 2 3  현일훈 (2021년 6월 26일). “[단독]민주당 강령 본 尹 “자유를 보는 관점이 나와 다르다””. 중앙일보. 2021년 12월 12일에 원본 문서에서 보존된 문서. 2022년 2월 4일에 확인함.
15. ↑  최형창 (2021년 6월 30일). “윤석열 “세계일보 조사 아니었으면 여기까지도 안 왔다””. 세계일보. 2021년 7월 1일에 원본 문서에서 보존된 문서. 2022년 2월 4일에 확인함.
16. ↑  이보람; 장현석 (2020년 11월 24일). “추미애, 윤석열 직무정지·징계청구…"중대한 비위 혐의 다수 확인"”. 뉴스핌. 2020년 11월 30일에 원본 문서에서 보존된 문서. 2022년 2월 4일에 확인함.
17. ↑  김성욱 (2020년 11월 27일). “판사 출신 이수진 "위헌적 사찰문건, 윤석열 탄핵해야"”. 오마이뉴스. 2020년 11월 27일에 원본 문서에서 보존된 문서. 2022년 2월 4일에 확인함.
18. ↑  “윤석열 총장 복귀..대통령 결정을 법원이 뒤집었다”.
19. ↑  “성탄절 윤석열의 귀환..대검 앞에는 환영 화환 행렬”.
20. ↑  이상엽 (2021년 3월 4일). “사퇴한 윤석열 "자유민주주의에 온 힘"…사실상 정치선언”. JTBC. 2022년 4월 11일에 원본 문서에서 보존된 문서. 2022년 4월 11일에 확인함.
21. ↑  김승현 (2021년 6월 29일). “尹 “10가지 중 9가지 생각 달라도… 정권교체 힘 합쳐야””. 조선일보. 2021년 6월 30일에 원본 문서에서 보존된 문서. 2022년 2월 4일에 확인함.
22. ↑  박순봉 (2021년 6월 29일). “[전문] 윤석열, 대선 출마 선언문 '국민께 드리는 말씀'”. 경향신문. 2021년 12월 28일에 원본 문서에서 보존된 문서. 2022년 2월 4일에 확인함.
23. ↑  홍수민 (2021년 7월 4일). “윤석열, 이재명 첫 공격 "미군이 점령군? 황당무계한 망언"[전문]”. 중앙일보. 2021년 12월 28일에 원본 문서에서 보존된 문서. 2022년 2월 4일에 확인함.
24. ↑  이기주 (2021년 7월 16일). “윤석열 '사드' 발언에 주한 중국대사 공개 반박”. MBC. 2021년 7월 16일에 원본 문서에서 보존된 문서. 2022년 2월 4일에 확인함.
25. ↑  이사민 (2021년 7월 23일). “이준석 감싼 홍준표 "당대표 분별없이 흔들지 마"…'친윤' 겨냥”. 머니투데이. 2022년 2월 4일에 확인함.
26. ↑  중앙선거관리위원회 공보과 (2022년 2월 15일). “2월 15일부터 후보자 및 정당의 10대 정책·공약 공개”.
27. ↑  2번째로 낮은 1.53%p 차이로 당선된 대통령은 제15대 김대중 대통령이다. 기호 2번. 중앙선관위 홈페이지. 역대선거 개표현황에서 직선제로 이루어진 대통령 선거부터 현재까지의 대통령 후보, 당선자, 몇 %로 당선되었는지의 정보가 자세히 나와 있다.
28. ↑  보궐 대통령 선거 기간에 탄핵과 내란 척결을 주장했던 이들이 극우 목사라 평가하는 전광훈 집회에 참석했다 계엄령할 때 자유대한민국이 우익의 정치적 구호
29. ↑  원래는 판사의 의견들이 달랐으나 문형배 판사가 8:0맞추기 위해 설득한것이라고 하며 심지연 명예교수가 위헌적 정치적 판결이라 결론 내렸으며 원래대로라면 기각되었을 것이다
30. ↑  이보배; 전재훈; 이민영 (2025년 1월 15일). “윤 대통령 계엄사태 43일만에 체포…공수처 이송해 조사”. 《연합뉴스》. 2025년 1월 15일에 확인함.
31. ↑  기자, 이재우. “[속보]윤석열 "저는 오늘 국민의힘 떠난다…김문수에게 힘 모아달라"”. 2025년 5월 17일에 확인함.
32. ↑  9수 끝에 합격하였다.
33. ↑  박혁진 (2013년 10월 28일). “누가 윤석열을 ‘돌직구’로 만들었나”. 주간조선. 2013년 11월 1일에 원본 문서에서 보존된 문서. 2022년 2월 8일에 확인함.
34. ↑  고제규. “‘정국을 삼킨 사내’”. 시사인. 2016년 3월 20일에 원본 문서에서 보존된 문서. 2022년 2월 4일에 확인함.
35. ↑  김정필 (2013년 10월 18일). “국정원직원 체포한 날…수사팀장 전격 경질”. 한겨레. 2013년 10월 19일에 원본 문서에서 보존된 문서. 2022년 2월 4일에 확인함.
36. ↑  이병한; 박소희; 한홍기 (2013년 10월 18일). “'윗선 지시 거부' 윤석열 팀장 보직 해임  마지막 작품 공소장 변경 남기고 떠나다”. 오마이뉴스. 2013년 10월 21일에 원본 문서에서 보존된 문서. 2022년 2월 4일에 확인함.
37. ↑  안성모; 조해수 (2013년 10월 30일). ““채동욱보다는 ‘안대희 라인’으로 봐야지””. 시사저널. 2022년 2월 4일에 원본 문서에서 보존된 문서. 2022년 2월 4일에 확인함.
38. ↑  뉴스공장 3-4부 (채동욱, 조성주). 김어준의 뉴스공장. 2017년 2월 14일.
39. ↑  김명일 (2019년 11월 27일). “"7번 고발당했는데 나경원 수사 왜 안 하나" 검찰 비판한 민주당”. 한국경제. 2021년 11월 22일에 원본 문서에서 보존된 문서. 2022년 2월 4일에 확인함.
40. ↑  2022년 6월 1주 윤석열 지지율 전국지표조사. 전국지표조사. 2022년 6월 2일.
41. ↑  2024년 4월 3주 윤석열 지지율 전국지표조사. 전국지표자사. 2024년 4월 18일.
42. ↑  “계엄사령부 포고령(제1호)”. 경향신문. 2024년 12월 3일. 다음 글자 무시됨: ‘보존’ (도움말)
43. ↑  탄핵 가결되자 뛰며 환호…국회 앞은 축제 분위기. 연합뉴스. 2024년 12월 14일.
44. ↑  "포고령 김용현이 잘못 베껴"· ·'눈 가리고 아웅' 새 전략. MBC 뉴스데스크. 2025년 1월 15일.
45. ↑  "아무 일도 없었다" 윤석열 발뺌에 여당서도 쓴소리 · ·"말이냐 막걸리냐" (2025.02.05/ 뉴스데스크/MBC). MBC 뉴스테스크. 2025년 2월 5일.